# Erick Wujcik
Erick Wujcik (ur. 26 stycznia 1951, zm. 7 czerwca 2008) – amerykański twórca gier fabularnych i komputerowych. Razem z Kevinem Siembieda założył Palladium Books. Pracował zarówno nad całymi grami fabularnymi, jak i dodatkami do nich: Teenage Mutant Ninja Turtles & Other Strangeness, Palladium Fantasy Role-Playing Game, Amber Diceless Roleplaying Game, Paranoia, Robotech czy też Rifts.
Był również dyrektorem Detroit Gaming Center i organizatorem konwentu Ambercon, który w 2009 miał 20-lecie istnienia. W 1997 pracował w Sierra Studios, gdzie pracował nad grą Return to Krondor.
W latach 2004–2006 był twórcą gier w UbiSoft China w Szanghaju.